# Dying Alive
Dying Alive è un cofanetto pubblicato dalla Thrash metal band tedesca Kreator nel 2013. Il DVD / Bluray e i due CD contengono il concerto registrato dal vivo il 22 dicembre 2012 e del materiale bonus.
È uscita anche un'edizione ultralimitata chiamata Earbook Edition comprendente tutti e due i supporti video, un terzo CD e un 7" contenente anche dei Demo. Con un artwork totalmente differente e sotto forma di mega-cofanetto.

## DVD / Bluray

### Live In Oberhausen
1. "Intro: Mars Mantra" - 01:25
2. "Phantom Antichrist" - 04:35
3. "From Flood into Fire" - 05:50
4. "Enemy of God" - 06:06
5. "Phobia" - 03:31
6. "Hordes of Chaos" - 05:18
7. "Civilization Collapse"	 - 04:04
8. "Voices of the Dead" - 05:10
9. "Extreme Aggression" - 04:31
10. "People of the Lie" - 03:20
11. "Death to the World" - 05:13
12. "Endless Pain" - 03:28
13. "Pleasure to Kill" - 04:14
14. "Intro 2 - The Patriarch" - 00:56
15. "Violent Revolution" - 07:37
16. "United in Hate" - 03:49
17. "Betrayer" - 04:16
18. "Flag of Hate" - 07:17
19. "Tormentor" - 02:53
20. "Outro / Credits" - 04:10

### Materiale Bonus
1. "Behind the Dying" (Documentario)
2. "Phantom Antichrist" (Dietro le quinte del Videoclip)
3. "Phantom Antichrist" (Videoclip)
4. "Civilization Collapse" (Videoclip)

## CD 1
1. "Intro: Mars Mantra" - 01:25
2. "Phantom Antichrist" - 04:35
3. "From Flood into Fire" - 05:50
4. "Enemy of God" - 06:06
5. "Phobia" - 03:31
6. "Hordes of Chaos" - 05:18
7. "Civilization Collapse"	 - 04:04
8. "Voices of the Dead" - 05:10
9. "Extreme Aggression" - 04:31
10. "People of the Lie" - 03:20
11. "Death to the World" - 05:13
12. "Coma of Souls" (Intro) - 00:39
13. "Endless Pain" - 03:28
14. "Pleasure to Kill" - 04:14

## CD 2
1. "Intro 2 - The Patriarch" - 00:56
2. "Violent Revolution" - 07:37
3. "United in Hate" - 03:49
4. "Betrayer" - 04:16
5. "Flag of Hate" / "Tormentor" / "Outro" - 07:05

### Materiale Bonus
1. "Intro / The Pestilence / Impossible Brutality" - 09:39
2. "Amok Run" - 04:13
3. "Demon Prince" - 05:22
4. "When the Sun Burns Red" - 05:31
5. "Warcurse" - 04:17

### Earbook Edition

#### CD 3
1. "Intro" (Demo) - 00:44
2. "United In Hate" (Demo) - 04:04
3. "Death To The World" (Demo) - 05:16
4. "Victory Will Come" (Demo) - 05:04
5. "Iron Destiny" (Rehearsal Session) - 04:40
6. "Phantom Antichrist" (Rehearsal Session) - 05:58
7. "Your Heaven My Hell" (Rehearsal Session) - 05:52
8. "Until Our Paths Cross Again" (Rehearsal Session) - 05:52
9. "Victory Will Come" (Demo) - 03:17

#### 7"
1. "United In Hate – Incl. Intro" (Demo) "
2. "Wolfchild " (Demo)

## Formazione
- Mille Petrozza - chitarra, voce
- Sami Yli-Sirniö - chitarra
- Christian "Speesy" Giesler - basso
- Jürgen "Ventor" Reil - batteria